# Католицька Акція в Україні
«Католицька Акція» в Україні — Католицька Акція, що займалась світським апостольством в Католицьких організаціях у співпраці з Церковною владою на українських землях. Вона діяла на зразок однойменної організації в Римсько-Католицькій Церкві. Центром Католицької Акції УГКЦ був Генеральний (Архієпархияльний) Інститут КА у Львові. Католицькою Акцією опікувався Генеральний Церковний асистент-єпископ, яким був спершу єпископ Іван Бучко (1891–1974), а потім бл. Микита Будка (1877–1949). У міжвоєнний період Католицьку Акцію очолював Станіславівський єпископ-помічник бл. Іван Латишевський (1879–1947). Бачимо, що подібно як в Італії, двох українських подвижників КА також були проголошено Папою Йоаном Павлом II блаженними.
Найвидатніша подія діяльності архієпархіального Інституту КА було проголошення свята «Українська молодь — Христові» у 1933 році. Президентом архієпархіального Інституту в той час був Іван Бабій, секретарем — о. Теофіл Горникевич. Власне о. Горникевич запропонував ідею проведення свята митрополиту Андрею Шептицькому. Велике згуртування під гаслом «Українська молодь — Христові» відбулося 6-7 травня 1933 року.

## Історія
На українських землях перші організації "Католицької акції" з'явилися у Західній Україні в 1930-х рр. Їхнім керівним центром був Генеральний університет Католицької акції греко-католицької провінції у Львові (президент М.Дзерович); до центру входили представники Товариства українських студентів-католиків «Обнова», товариства «Скала» та ін. Керівниками центральних органів були єпископи І.Бучка та Н.Будка, серед активістів були В.Глібовицький, П.-М.Ісаїв, Ю.Редько, Е.Тушинська, К.Чехович та ін. Випускався квартальник "Католицька акція" (1934–39). Після встановлення в Західній Україні радянської влади усі організації "Католицької акції" припинили тут свою діяльність.
Після Другої світової війни організації "Католицької акції" українських католиків спочатку були створені в Німеччині (1947), а потім поширилися й в інших країнах Зах. Європи. Їхніми активними лідерами стали Р.Данилевич, Є.Перейма, М.Томашівська, В.Янів та ін.